# Андреас Ембирикос
Андреас Ембирикос (на гръцки: Ανδρέας Εμπειρίκος) е гръцки поет сюреалист и първият гръцки психоаналитик с психоаналитична практика през периода 1935-1951 г.
Като писател той принадлежи към поколението на 30-те години и е един от най-важните представители на гръцкия сюрреализъм.  Той е характеризиран като един от най-големите „поети-визионери“, заемащ видно място в гръцкия литературен канон, въпреки недоверието, с което първоначално се отнасят в Гърция към творчеството му, значителна част от което е публикувана след смъртта му. 

## Биография
Роден е на 2 септември 1901 година в Браила, Румъния. Ембирикос произхожда от богато семейство – баща му, потомък на моряшка фамилия от остров Андрос, е известен собственик на кораби и политик. В периода 1917-1918 г. Леонидас Ембирикос е член на правителството на Елевтериос Венизелос и министър на храните. Майката на Андреас Ембирикос, Стефания, е дъщеря на Леонида Кидониос от Андрос и на руснака Соломон Коваленко от Киев. След раждането му семейството се мести в Ермуполи на остров Сирос. Когато Андреас е 7-годишен, родителите му се преместват в Атина. Развеждат се, когато е юноша. Започва да учи във Факултета по философия на Националния университет на Атина „Каподистриани“, но решава да се премести в Лозана, за да бъде при майка си. На следващата година Ембирикос изучава редица предмети във Франция и Англия, където учи в Кингс Колидж (Лондон). В Париж решава да учи психоанализа заедно с Рене Лафорг.
Автор е и на литературнокритически студии, сред които най-значима е „Никос Енгонопулос или Чудото на Елбасан и Босфора“. 

### По-важни дати
- 1929 – запознанство със сюрреалистите и начало на интереса му към автоматичното писане.
- 1931 – завръщане в Гърция и работа за известно време като докер на пристанище.
- 1934 – начало на приятелството с Маргьорит Юрсенар.
- 1935 – изнася прочутата лекция „За сюрреализма“ (Περί σουρρεαλισμού) в Атина и публикува „Висока пещ“, изцяло сюрреалистичен текст.
- 1940 – жени се за поетесата Маци Хаджилазару; развеждат се след четири години. В годината, в която се развежда с жена си, е арестуван от комунистическата организация OPLA и подложен на унижение.
- 1947 – жени се за втори път – за Вивика Дзиси.
- 1962 – заедно с Йоргос Теотокас и Одисеас Елитис е поканен да посети СССР от Съюза за гръцко-съветско приятелство; пътуването го вдъхновява да напише поемата „Ес Ес Ес Ер Русия“.

Умира на 18 март 1975 г. в Кифисия, едно от най-скъпите северни предградия на Атина, на 73-годишна възраст, само две години след смъртта на майка си.

## Избрана библиография
- 1935 – Висока пещ (Ὑψικάμινος)
- 1945 – Вътрешна земя (Ἐνδοχώρα)
- 1960 – Писания или Лична митология (Γραπτά ἤ Προσωπική Μυθολογία)
- 1962 – Ес Ес Ес Ер Русия (ΕΣ ΕΣ ΕΣ ΕΡ Ρωσσία)
- 1964 – Арго или Издигане с аеростат (Ἄργώ ἤ Πλούς Αεροστάτου)
- 1980 – Октана (Ὀκτάνα)
- 1985 – Всяко поколение или Днес като утре и като вчера (Αἱ Γενεαί Πᾶσαι ἤ Ἡ Σήμερον ὡς Αὔριον καί ὡς Χθές)
- 1985 – Армала или Въведене в града (Ἄρμαλα ἤ Εἰσαγωγή σέ μία πόλι)
- 1990 – Великият левантинец (Ό Μέγας Ἀνατολικός)
- 1997 – Земфира или Тайната на Пасифая (Ζεμφύρα ή Το Μυστικόν της Πασιφάης)
- 2000 – Никос Енгонопулос или Чудото на Елбасан и Босфора
- 2000 – Лекция 1963
- 2000 – предговор към книгата на Мари Бонапарт Скритата некрофилия в творчеството на Едгар Алан По (Η λανθάνουσα νεκροφιλία στο έργο του Έδγαρ Πόε)
- 2005 – Един случай на обсесивно-компулсивна невроза с преждевременни еякулации и други психоаналитични текстове (Μια Περίπτωσις Ιδεοψυχαναγκαστικής Νευρώσεως με Πρόωρες Εκσπερματώσεις και Άλλα Ψυχαναλυτικά Κείμενα, 2005)
- 1980 – превод на Четирите малки момиченца на Пабло Пикасо